# Unstoppable Momentum
Unstoppable Momentum è il quattordicesimo album in studio di Joe Satriani, pubblicato il 7 maggio 2013 dalla Epic Records.

## Descrizione
L'annuncio di Unstoppable Momentum è stato dato dallo stesso Satriani sul suo sito ufficiale il 21 febbraio; oltre al titolo del disco sono stati rivelati anche i musicisti che hanno preso parte alla registrazione dell'album. Secondo il messaggio scritto dallo stesso artista sono state registrate ben 16 tracce, di cui 11 sono state incluse nel disco, e l'overdub è stato concluso il giorno di San Valentino. Il disco è stato registrato in parte negli studi casalinghi di Satriani, in parte allo Skywalker Sound, gli studi di George Lucas nel nord della California.
Il 19 marzo sono stati rivelati i titoli delle tracce e la copertina dell'album.
Il 9 aprile è stato pubblicato il singolo A Door into Summer, seguito pochi giorni dopo dal video clip.
Dal 3 maggio è possibile ascoltare in anteprima l'intero album in streaming su MSN.

## Tour
Subito dopo l'uscita del disco l'artista ha intrapreso un tour mondiale con Mike Keneally, Bryan Beller e Marco Minnemann. Il tour ha fatto tappa in Italia per 6 date.

## Tracce
Musiche di Joe Satriani.
1. Unstoppable Momentum – 5:14
2. Can't Go Back – 3:58
3. Lies and Truths – 4:44
4. Three Sheets to the Wind – 3:22
5. I'll Put a Stone on Your Cairn – 1:42
6. A Door into Summer – 4:16
7. Shine On American Dreamer – 4:46
8. Jumpin' In – 5:11
9. Jumpin' Out – 3:51
10. The Weight of the World – 5:07
11. A Celebration – 2:47

## Formazione
- Joe Satriani – chitarra

Altri musicisti
- Chris Chaney – basso
- Mike Keneally – tastiere
- Vinnie Colaiuta – batteria

Produzione
- Joe Satriani – produzione
- Mike Fraser – produzione, missaggio